# Break Dance (karuzela)

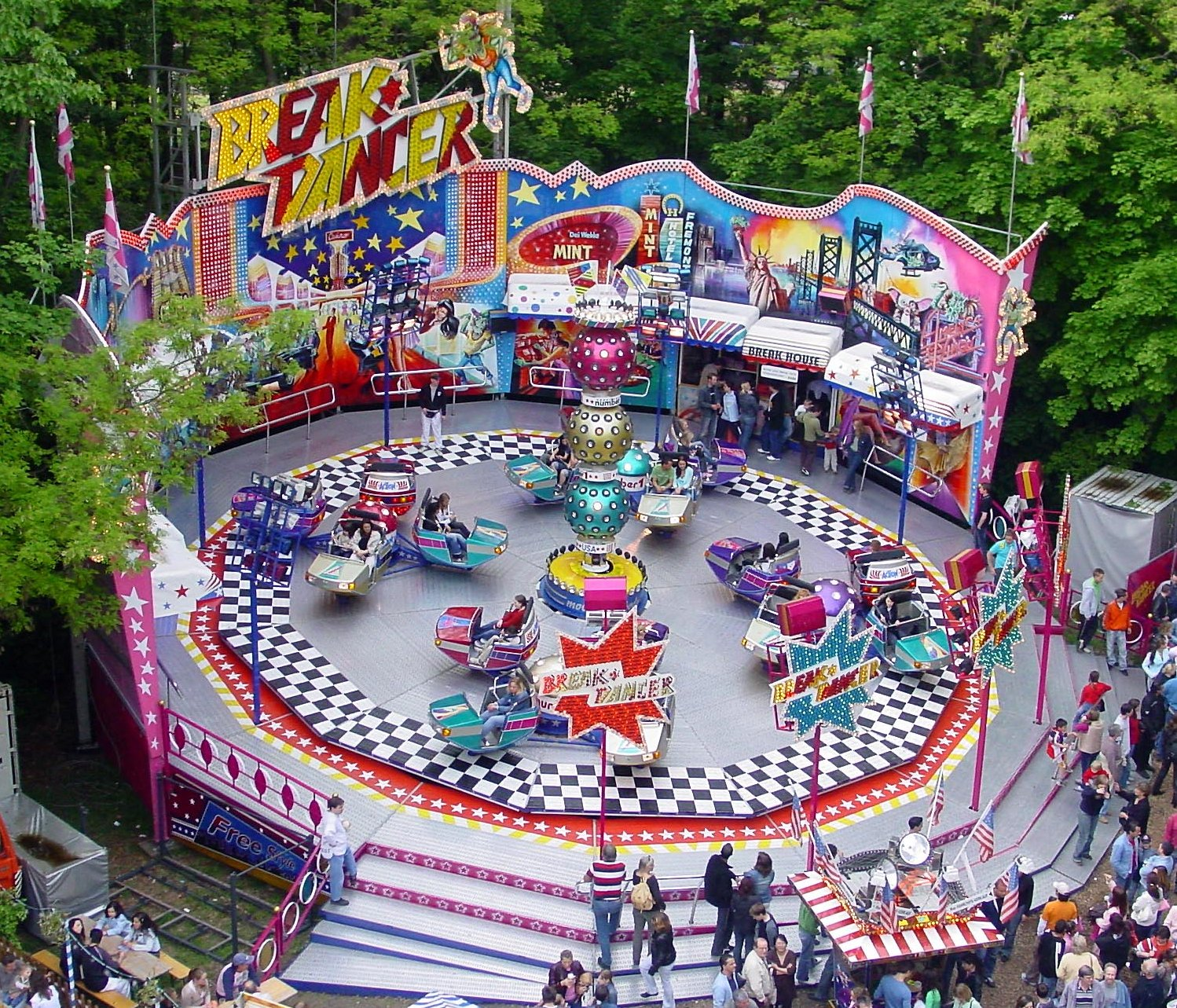
Break Dance podczas tzw. kermisu we Frankfurcie Odrzańskim, 2007 rok.

Break Dance – typ karuzeli składającej się z tarczy oraz wagoników, które obracają się razem z tarczą.

## Opis działania
Tarcza karuzeli początkowo łagodnie się obraca, a z czasem przyspiesza. Gdy osiągnie całkowitą prędkość, to wagoniki również zaczynają się kręcić. Mogą one dość mocno się obracać, przez co pasażer ma uczucie uwięzienia w gondoli. Przy niektórych rodzajach karuzeli typu Break Dance może dojść do nawet 3g przeciążenia, co uniemożliwia pasażerowi poruszanie się oraz powoduje wgniecenie w siedzenie. W Niemczech jest ona bardzo popularna w tamtejszych objazdowych wesołych miasteczkach.

## Historia
Pierwszy egzemplarz karuzeli Break Dance został zaprezentowany w Heide-Parku w 1989 roku podczas otwarcia sezonu w parku rozrywki. Możliwe, że pojawiła się ona wcześniej, aczkolwiek pierwszy jej egzemplarz stanął w Heide-Parku. W kolejnych latach karuzela pojawiała się jedynie w największych parkach rozrywki świata. Natomiast w 2003 roku nastąpił wzrost jej produkcji. Istniało wtedy bardzo wiele firm, np. Müller czy Schneider, którzy byli wtedy największymi wzorami w produkowaniu karuzel. Organizują one co roku, na terenie Niemiec, tzw. Kermisy. Na takim wydarzeniu, po raz pierwszy, Break Dance pojawił się w przyjezdnym lunaparku. Na chwilę obecną posiada ona wielu bliźniaków, a każdy z nich został stworzony w innej firmie. W Polsce karuzela jest rzadko spotykana, jeśli chodzi o przyjezdne i stacjonarne wesołe miasteczka.

## Rodzaje
- pospolity (opisany powyżej)
- typu Crazy Dance (Działa jak opisana powyżej, jedynie dodatkowo ramiona podtrzymujące gondole wychylają się na wierzch, a gondole lekko się przechylają)

## Przykłady w Polsce
- Break Dance - Legendia zlikwidowane
- Street Dance - Luna-Park
- Crazy Dance - Lunapark "Robland"
- Break Dance - Europark "Krasnal"
- Break-Dance - Lunapark "Europa"
- Break Dancer - Lunapark z Czech, Pobierowo (w sezonie letnim)

## Przykłady za granicą
- Break Dancer - Heide-Park (Niemcy Soltau)
- Snurretoppen - Ogrody Tivoli (Dania Kopenhaga)
- Aerosmith - Alton Towers
- Crazy Barrels - Port Aventura (Hiszpania Tarragona)
- Break Dance - Astroland (USA Nowy Jork)
- Samba - Six Flags Magic Mountain (USA Los Angeles)
- Queen Show - Six Flags Great Adventure (USA)
- Break Dancer - Wiener Prater, Austria
- Spinning Barrels - Holiday Park, Niemcy Haßloch